# Liverpool Plains Shire Council
Liverpool Plains Shire Council is een Local Government Area (LGA) in de Australische deelstaat New South Wales.